# Безрукая
«Безрукая» (фр. La Manekine) — рыцарский роман Филиппа де Реми.

## Сюжет
Король Венгрии потерял жену. Перед смертью королева наказала ему взять в жёны женщину, которая будет на неё очень похожа. На умершую королеву становится похожа её дочь Жои. Король пытается отказаться от женитьбы, но настаивают бароны, и король приказывает делать приготовления к свадьбе. Жои в ужасе отказывается. Но венгерский король теперь как бы одержимый нечистой силой: он яростно настаивает на своём. Тогда несчастная дочь решает отрубить себе руку, чтобы избежать кровосмесительного брака.
После этого её сажают в утлую лодочку и отдают на произвол стихии. Она приплывает в Шотландию, где в конце концов становится женой местного короля (вопреки желанию его матери). Пока король был в отъезде, его мать приказала снова отправить Жои на лодке. На этот раз волны приносят её к итальянским берегам, и героиня оказывается в Риме. Через семь лет в поисках жены там же оказывается шотландский король. Когда они находят друг друга, происходит чудо: отрубленную руку Жои находят в желудке пойманного осетра ничуть не повреждённой, и под торжественную церковную службу самого папы рука мгновенно прирастает на старое место.